# Championnat de Jordanie de football 2004-2005
Navigation
Saison précédente Saison suivante
La saison 2004-2005 du Championnat de Jordanie de football est la cinquante-sixième édition du championnat de première division en Jordanie.
La compétition est disputée sous forme de poule unique où les dix meilleurs clubs du pays s'affrontent deux fois au cours de la saison, à domicile et à l'extérieur. En fin de saison, les deux derniers du classement sont relégués et remplacés par les deux meilleurs clubs de deuxième division.
C'est le club d'Al-Weehdat Club qui met fin au règne d'Al Faisaly Club (vainqueur des cinq dernières éditions du championnat) en terminant en tête du classement final, avec quatorze points d'avance sur Al Hussein Irbid et dix-neuf sur le quintuple tenant du titre. C'est le huitième titre de champion de Jordanie de l'histoire du club.

## Les clubs participants
| - Al-Weehdat Club - Al Ramtha SC - Al Hussein Irbid - Shabab Al-Ordon Club - Promu de D2 - That Ras - Promu de D2 | - Al-Ahli Amman - Al-Faisaly Club - Al Buqa'a - Kfarsoum SC - Shabab Al Hussein |

## Compétition
Le barème utilisé pour établir les classements est le suivant :
- Victoire : 3 points
- Match nul : 1 point
- Défaite : 0 point

### Classement
| Rang | Équipe                | Pts | J  | G  | N | P  | Bp | Bc | Diff |
| ---- | --------------------- | --- | -- | -- | - | -- | -- | -- | ---- |
| 1    | Al-Weehdat Club       | 50  | 18 | 16 | 2 | 0  | 41 | 8  | +33  |
| 2    | Al Hussein Irbid      | 36  | 18 | 11 | 3 | 4  | 48 | 27 | +21  |
| 3    | Al Faisaly ClubT C C2 | 31  | 18 | 10 | 1 | 7  | 31 | 19 | +12  |
| 4    | Shabab Al-Ordon ClubP | 29  | 18 | 8  | 5 | 5  | 40 | 27 | +13  |
| 5    | Al Buqa'a             | 28  | 18 | 8  | 4 | 6  | 25 | 18 | +7   |
| 6    | Shabab Al Hussein     | 19  | 18 | 6  | 1 | 11 | 25 | 33 | -8   |
| 7    | Kfarsoum SC           | 19  | 18 | 5  | 4 | 9  | 21 | 34 | -13  |
| 8    | Al Ramtha SC          | 18  | 18 | 5  | 3 | 10 | 26 | 38 | -12  |
| 9    | Al-Ahli Amman         | 17  | 18 | 4  | 5 | 9  | 12 | 28 | -16  |
| 10   | That RasP             | 7   | 18 | 1  | 4 | 13 | 19 | 56 | -37  |

|  | Qualification pour la Coupe de l'AFC 2006                                                                                         |
|  | Relégation directe en deuxième division                                                                                           |
|  | C2 : Vainqueur de la Coupe de l'AFC 2005 T : Tenant du titre C : Vainqueur de la Coupe de Jordanie P : Promu de deuxième division |

## Bilan de la saison
| Championnat de Jordanie de football 2004-2005 |                            |
| Champion                                      | Al-Weehdat Club (8e titre) |
| Coupes et trophées                            |                            |
| Vainqueur de la Coupe de Jordanie 2004-2005   | Al Faisaly Club            |
| Qualifications continentales                  |                            |
| Coupe de l'AFC 2006                           | Al Faisaly Club (tenant)   |
| Coupe de l'AFC 2006                           | Al-Weehdat Club            |
| Promotions et relégations                     |                            |
| Promus en première division                   | Al Jazira Amman            |
| Promus en première division                   | Al Yarmouk Amman           |
| Relégués en deuxième division                 | Al-Ahli Amman              |
| Relégués en deuxième division                 | That Ras                   |